# Sistema eléctrico de Menorca

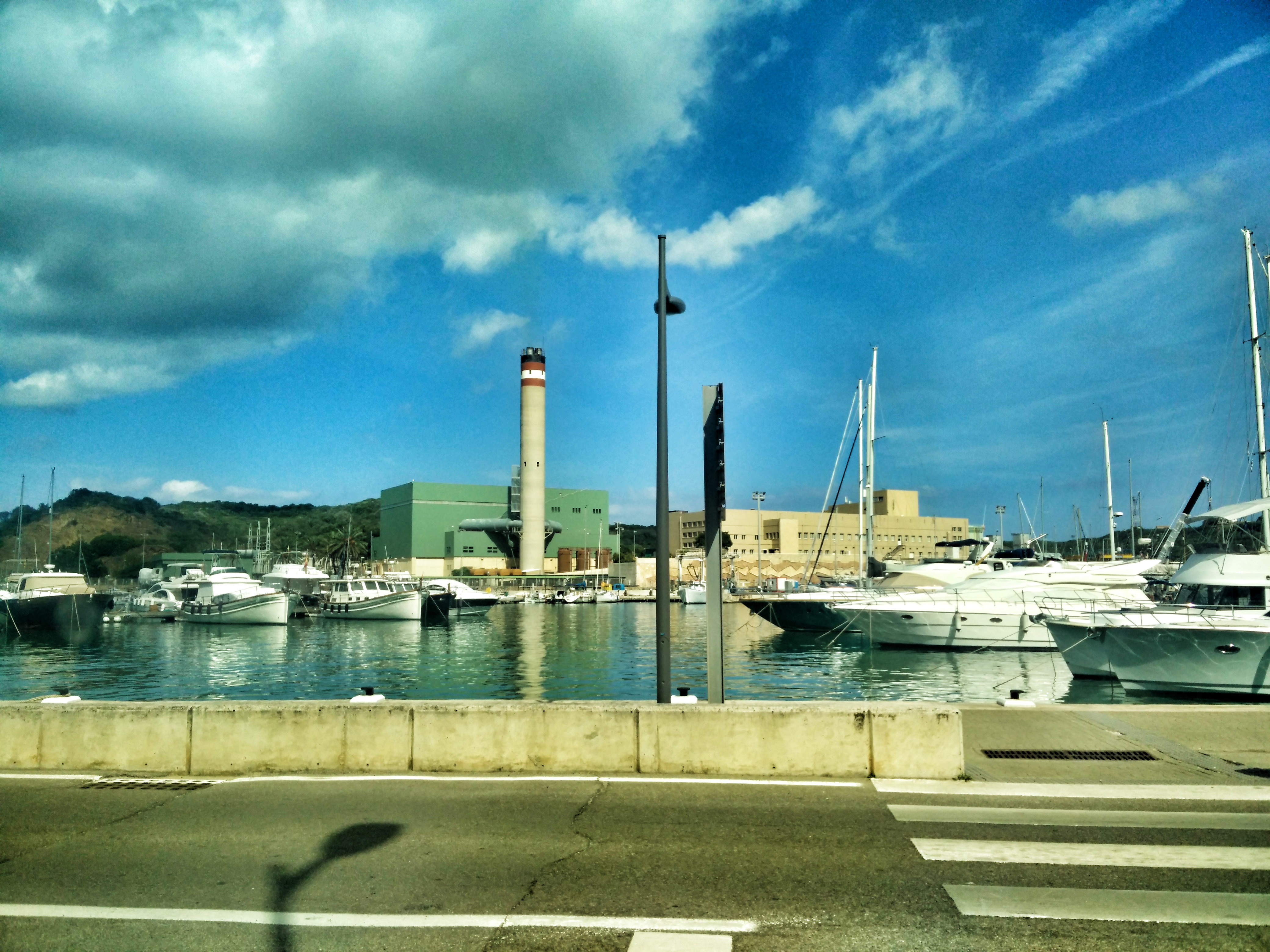
Central térmica de Mahón.

El sistema eléctrico de Menorca está básicamente constituido por las centrales de generación, un cable submarino de enlace con Mallorca y la red eléctrica de transporte y distribución.

## Generación eléctrica

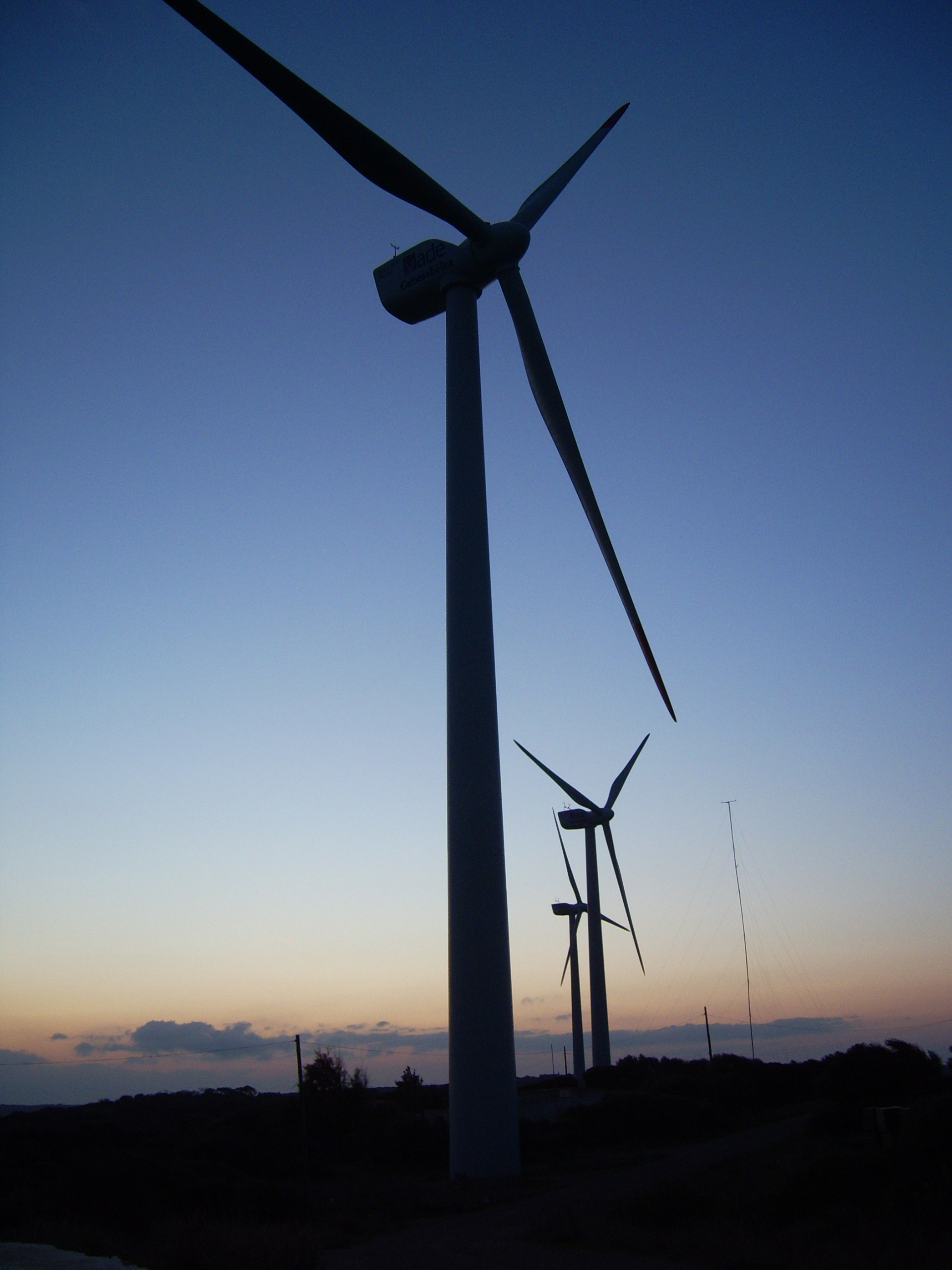
Aerogeneradores del parque eólico de Es Milà.

La mayor parte de la electricidad generada en Menorca proviene de la central térmica de Mahón, con una potencia de 265 MW (megavatios).
Además, Menorca está conectada a Mallorca mediante un cable eléctrico con una capacidad de transmisión de 35 MW.
En cuanto a energías renovables, Menorca cuenta con el Parque eólico de Es Milà, de 3,2 MW de potencia, y varios parques fotovoltaicos.
| Nombre                       | Potencia (MW) | Estado            | Fecha construcción finalizada |
| ---------------------------- | ------------- | ----------------- | ----------------------------- |
| Central térmica de Mahón     | 265           | En funcionamiento | 1993                          |
| Parque solar de Son Salomó   | 4             | En funcionamiento | 2008                          |
| Parque eólico de Es Milà     | 3,2           | En funcionamiento | 2004                          |
| Parque solar de Binisafúller | 1,1           | En funcionamiento | 2008                          |

### Proyectos en proceso
Además existen varios proyectos en trámite que al ser construidos incrementaran sustancialmente el porcentaje de generación de electricidad con energías renovables.
| Nombre                                       | Potencia (MW) | Estado          |
| -------------------------------------------- | ------------- | --------------- |
| Menorca Renovable II (Mahón)                 | 60            | En trámite      |
| Son Salomó II                                | 50            | En construcción |
| Menorca Renovable III (Mercadal)             | 30            | Tramitado       |
| Agrisolar de Mercadal                        | 20            | En construcción |
| Parque Renovables Menorca I                  | 14            | En trámite      |
| Ses Vinyes II                                | 4             | En trámite      |
| PFV Bini 2                                   | 3,1           | En trámite      |
| Parque solar Es Milà I                       | 3             | En trámite      |
| Parque Puercospín en l'Argentina             | 2,5           | En trámite      |
| Parque solar Camí de Sant Joan Morvedra Vell | 2,4           | En trámite      |
| Ses Vinyes I                                 | 2             | En trámite      |
| Tornaltí Sun                                 | 2             | En trámite      |
| Binibeca Sun                                 | 2             | En trámite      |
| Rafal Vell Ciudadela                         | 2             | En construcción |
| Musuptá Vell 71                              | 1,83          | En trámite      |
| Trepuconet                                   | 1,54          | En trámite      |
| Parque solar Royal Son Bou                   | 1,2           | En construcción |

### Instalaciones de autoconsumo
La cantidad de instalaciones fotovoltaicas para autoconsumo está aumentando en los últimos años. 
A continuación se muestran las instalaciones de autoconsumo más grandes en la isla.
| Nombre                              | Potencia (kWp) | Estado            | Fecha construcción finalizada |
| ----------------------------------- | -------------- | ----------------- | ----------------------------- |
| Hospital Mateu Orfila, cubierta     | 392            | En funcionamiento | 2017                          |
| Aeropuerto de Menorca               | 570            | En construcción   | 2021                          |
| Puerto de Son Blanc                 | 180            | En construcción   | Agosto de 2020                |
| Hospital Mateu Orfila, aparcamiento | 875            | En trámite        | -                             |
| Aparcamiento Ses Vinyes             | 231            | En trámite        | -                             |

## Cable submarino
Un cable submarino de 132 kV conecta Menorca con Mallorca. Va desde la subestación de Ciudadela hasta la estación de transferencia del cable de Cala en Bosch, donde termina el cable submarino de Mallorca. En Cala Mesquida, en Mallorca, el cable submarino se une a la red de cable aéreo de Mallorca en la estación de transferencia de cable. Está conectada directamente a la subestación de Es Bessons, cerca de Palma.
El cable tiene 41 km de tramo submarino y se puso en funcionamiento por primera verz en 1975.
A pesar de tener una capacidad de 100 MW, por motivos técnicos su potencia máxima es de 35 MW.
En octubre de 2017 el cable sufrió daños irreparables y quedó fuera de servicio. En junio de 2020 entró en funcionamiento un nuevo cable, poniendo así fin a casi tres años de aislamiento eléctrico.

## Red eléctrica de transporte y distribución
La columna vertebral del suministro eléctrico de Menorca es la red de alta tensión de 132 kV. Además de la línea directa de 132 kV entre la Central térmica de Mahón y la subestación de Dragonera, existen las siguientes subestaciones:

### Subestaciones 132-kV/15-kV
- Dragonera
- Mercadal
- Ciudadela

## Impacto ambiental
En 2013, se suministraron en Menorca 440.601 MWh de energía eléctrica, con unas emisiones de 369.829 toneladas de CO2. Esto supone una intensidad de carbono de 840 g CO2eq/kWh.